# 董宣
董宣（前26年—48年），字少平，陳留郡圉縣（今河南省杞县南）人，东汉政治人物。汉光武帝年間，董宣先後擔任北海國國相、懷縣縣令與江夏郡太守等職，其為官剛直方正，以不避勳貴，嚴格執法聞名。董宣後被特別徵召為洛陽縣縣令，當時漢光武帝之姐湖陽公主的奴僕在大庭廣眾下殺人後，躲藏在公主府裡，董宣等待公主出行時，乘機叩馬攔車，就地捕殺那名奴僕，事情被公主告到漢光武帝那裡，漢光武帝命董宣向公主叩頭賠罪，董宣不從，更以頭撞柱流血覆面，小黃門強逼董宣跪地向公主道歉，他雙手據地，頸項剛直，不肯低頭服軟，因而被稱為「強項令」。董宣任洛陽縣縣令共五年，於七十四歲高齡時去世。

## 生平

### 捕殺豪強
董宣最初為司徒侯霸聘用，在官吏考績中名列優等，經過幾次升遷，成為北海國國相，董宣到任後，聘任當地大姓公孫丹為五官掾，公孫丹新建了一所住宅，占卜者認為居住在此房是要死人的，公孫丹於是命他的兒子殺死一名過路之人，將其屍體放於屋內，以抵擋災禍。董宣得知此事後，立即把公孫丹父子逮捕，處以死刑，公孫丹的親族和鄉黨三十餘人，手持武器來到官府，喊冤叫屈，董宣認為公孫丹先前曾依附王莽，擔心這些人會與海賊勾結，因此將他們全數抓捕關進剧县的監獄，派手下的書佐水丘岑把這些人全數處死。
青州刺史認為董宣殺人過多，於是上奏彈劾董宣，並拷問水丘岑，董宣因此前往廷尉處受審，在獄中，董宣早晚誦念詩文，毫無憂愁之色，到了要行刑那天董宣原來的舊部屬備好酒飯跟他訣別，董宣聲色俱厲地說道：「董宣平生未曾吃過別人的東西，更何況現在就要死了呢！」語畢便登車前往刑場，和董宣一同接受死刑的有九人，當下一個就要輪到董宣時，汉光武帝派騶騎飛馳至刑場，特地赦免董宣，命他仍回到監獄，而後漢光武帝派遣使者詢問董宣為何濫殺無辜，董宣於是說明事情的原委，並說：「水丘岑是接受我的指派，因此罪責不應由他承擔，希望能殺了我，保全水丘岑。」使者將此情況奏明漢光武帝，漢光武帝為此頒下詔書，把董宣降職為懷縣縣令，又命令青州刺史不要再治水丘岑的罪，水丘岑日後官至司隶校尉。
後來江夏郡有勢力強大的盜賊夏喜等擾亂郡境，朝廷遂任命董宣為江夏郡的太守，董宣到達江夏郡的邊界後，頒發公告說：「朝廷因為本太守擅長擒奸抓盜，故派來此地擔任太守，現今我已率領軍隊抵達郡界，公文到達之時，希望你們好好考慮一下自己的出路。」夏喜等人聽聞後，感到萬分恐懼，隨即投降的投降，散夥的散夥。當時外戚陰氏家族中有人正好擔任江夏郡都尉，董宣對他態度輕慢，因此被免去了太守之位。

### 寧死不屈
而後董宣被特別徵召出任洛阳县縣令，這時漢光武帝之姊湖陽公主的僕人於光天化日下殺人，事後又藏匿在湖陽公主家中，官吏們對此束手無策，無法抓拿僕人，後來當湖陽公主某日出門時，竟讓這名僕人陪乘，董宣於是在夏門亭等候，待湖陽公主經過時，董宣立即攔住車，勒住馬，用刀劃地，大聲斥責湖陽公主的過失，喝斥陪乘的僕人下車，當場將這名僕人擊殺。
湖陽公主旋即回宮，把事情經過告訴給弟弟漢光武帝，漢光武帝大怒，把董宣召來，想直接命人用棍棒將他打死，董宣叩头說：「乞求陛下讓臣說一句話再死。」漢光武帝問到：「你想說什麼？」董宣說：「陛下聖明仁德，使漢家中興，但卻縱容奴僕殺害良民，這樣如何能治理好天下？臣不須箠打，請讓臣自盡吧！」說完，董宣就一頭撞在柱子上，血流滿面，漢光武帝命令小黃門抓住董宣，迫使他向湖陽公主叩頭謝罪，董宣不肯，小黃門於是壓著董宣強迫他叩頭，董宣則雙手按地，始終不肯低頭致歉。
湖陽公主對漢光武帝說道：「文叔你還是一介平民時，藏留逃亡之徒，官吏都不敢上門要人，如今當了皇帝，你的權威還不能使區區一個縣令屈服嗎？」漢光武帝笑著回說：「這正是身為皇帝與平民不同的地方啊！」於是命令董宣這個硬脖子的縣令（強項令）出去，又賜給其三十萬錢，董宣將錢全數分給他手下的官吏，從這以後，董宣奮力打擊豪強，豪強們各個膽戰心驚，京師的人們都稱呼董宣為「臥虎」，並歌頌他說：「枹鼓不鳴董少平。」讚揚董宣治理洛陽有方，境內安泰。

### 廉潔無私
董宣擔任洛陽縣縣令五年後，在他七十四歲那年，於官任上去世，漢光武帝詔命使者前去弔唁祭奠，只見董宣的遺體上覆蓋著布被，妻子兒女相對啼哭，家中財物僅有幾斛大麦以及一輛破車，漢光武帝得知此情後，為之哀傷，說道：「董宣為官如此清廉，他死後朕才知道！」由於董宣曾擔任過俸祿二千石等級的官員，漢光武帝因而賜予他艾綬，以大夫之禮安葬董宣，任命董宣的兒子董並為郎中，董並後來官拜齊國國相。

## 延伸閱讀
[在维基数据编辑]
 《後漢書/卷77》，出自范晔《後漢書》
 《東觀漢記》